# Dasychira chalcocrata
Dasychira chalcocrata är en fjärilsart som beskrevs av Collenette 1931. Dasychira chalcocrata ingår i släktet Dasychira och familjen tofsspinnare. Inga underarter finns listade i Catalogue of Life.